# Хансен, Сверре (легкоатлет)
Сверре Хильмар Хансен (норв. Sverre Hilmar Hansen, 12 ноября 1899 — 25 февраля 1991) — норвежский легкоатлет, призёр Олимпийских игр.
Родился в Осло. В 1921—1924 годах был чемпионом Норвегии по прыжкам в длину, в 1922—1925 — чемпионом Норвегии по прыжкам в высоту. В 1924 году на Олимпийских играх в Париже завоевал бронзовую медаль в прыжках в длину.